# Juan de Oviedo

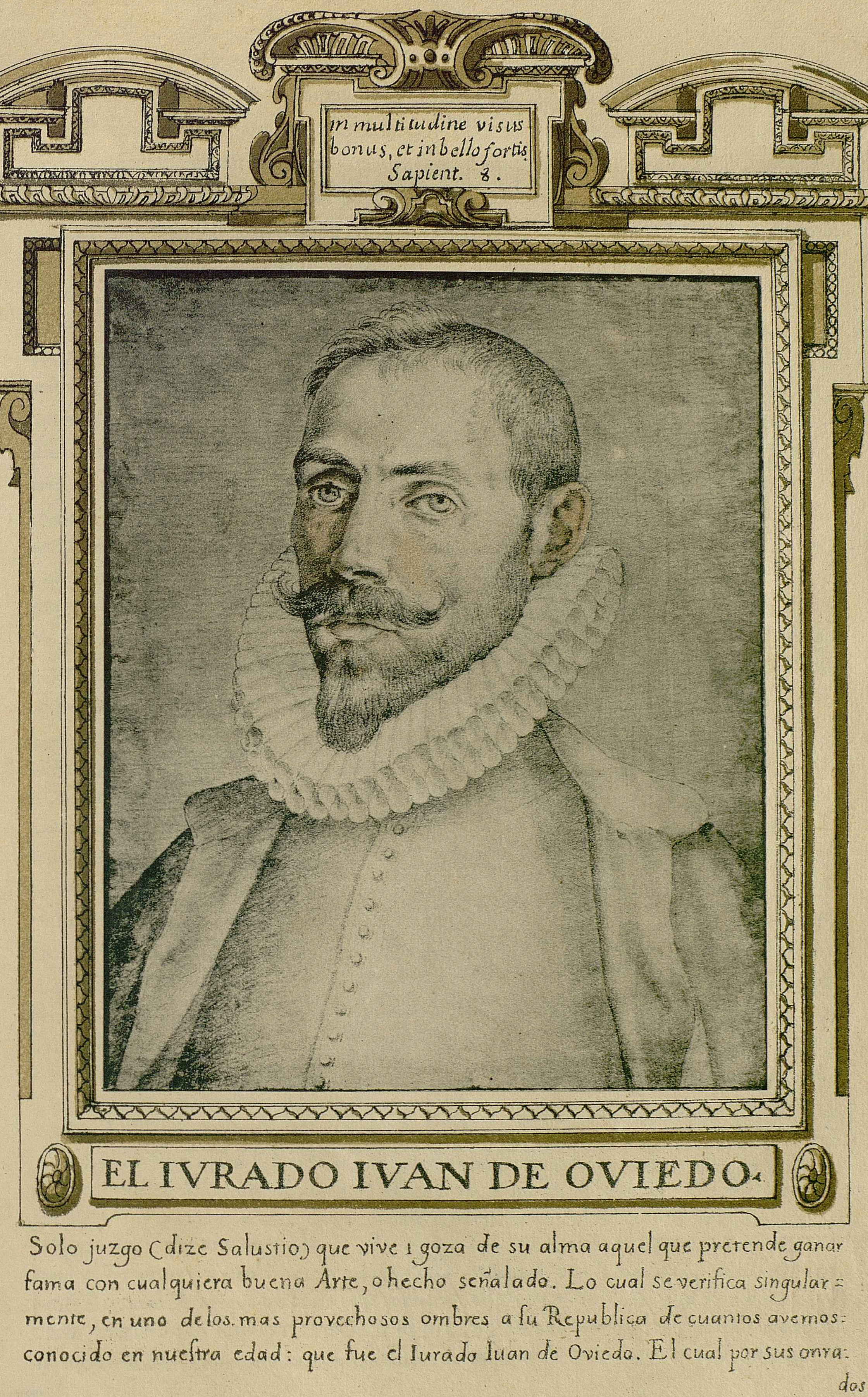
Retrato de Juan de Oviedo por Francisco Pacheco, Libro de descripción de verdaderos retratos de ilustres y memorables varones, Madrid, Biblioteca de la Fundación Lázaro Galdiano.

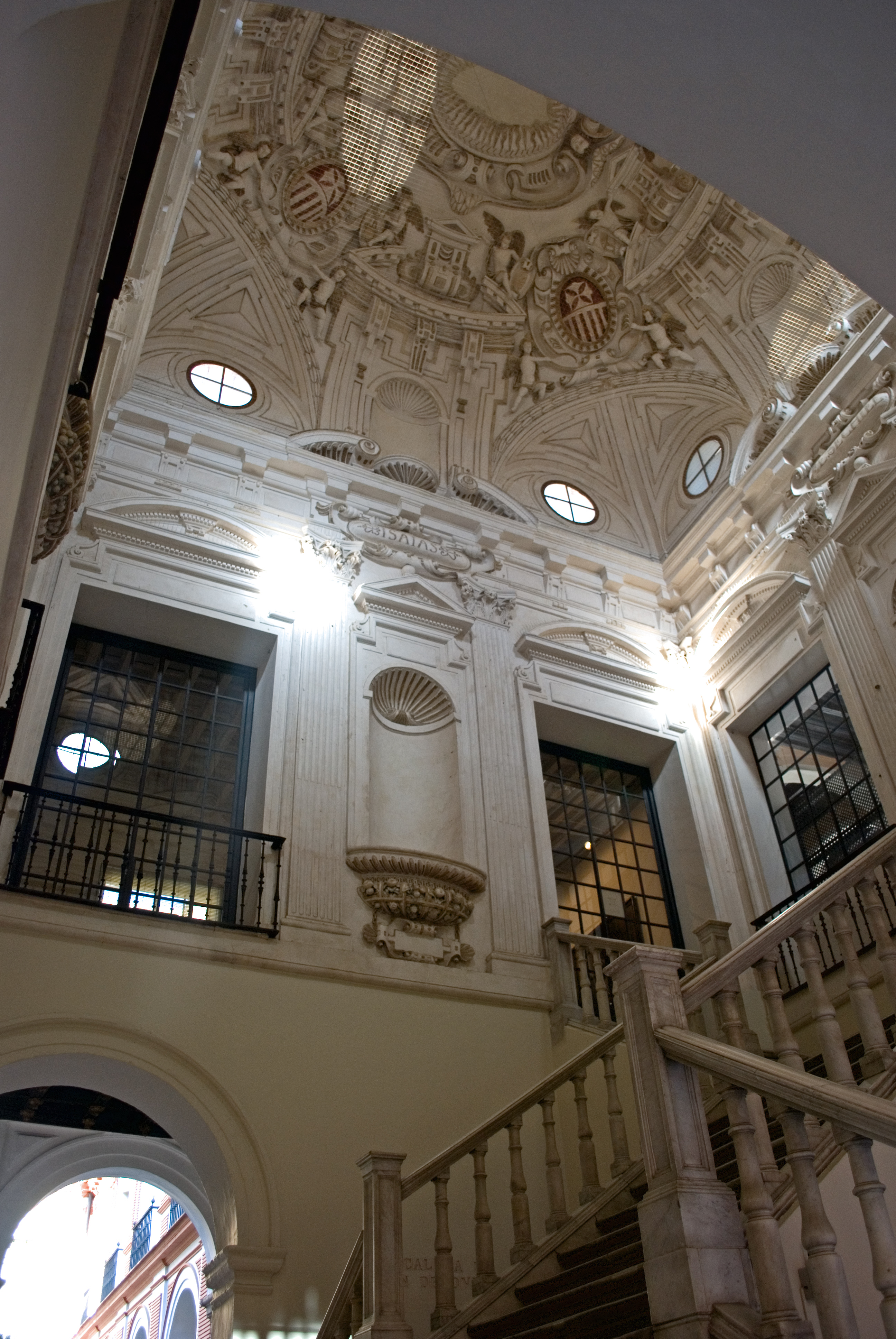
Detalle de la escalera del interior del Museo de Bellas Artes de Sevilla, ejecución de Juan de Oviedo.

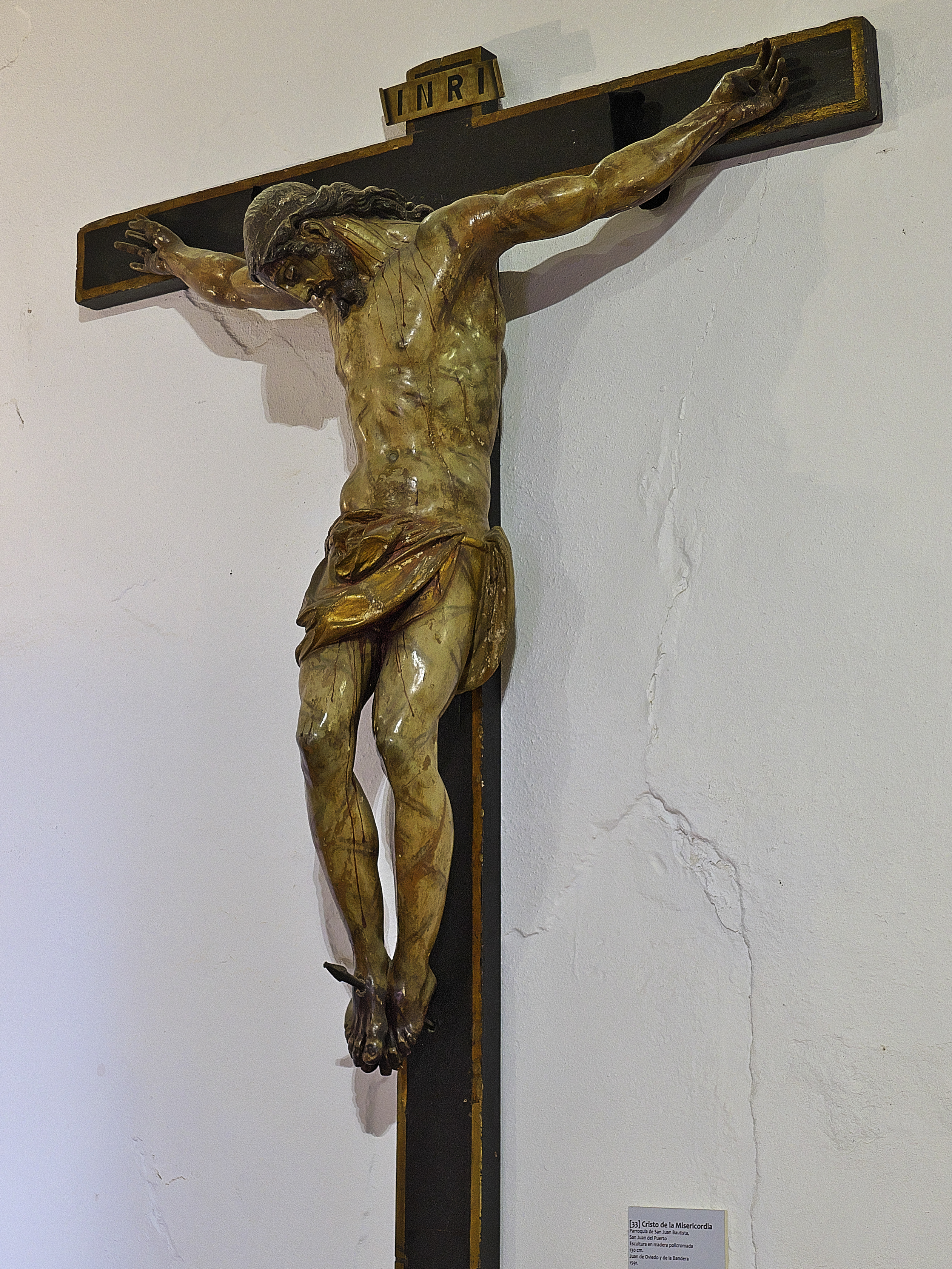
Cristo de la Misericordia. Iglesia de San Juan Bautista, San Juan del Puerto.

Juan de Oviedo y de la Bandera (Sevilla, 21 de mayo de 1565-Salvador de Bahía, 25 de marzo de 1625) llamado también El Joven  o El Mozo, arquitecto, escultor e ingeniero militar español.

## Biografía
Hijo del escultor abulense Juan de Oviedo El Viejo, se inició profesionalmente en el mundo de arte como escultor y retablista vinculado al círculo de su tío Juan Bautista Vázquez el Viejo, siendo nombrado maestro mayor del Ayuntamiento de Sevilla desde 1603.
En 1586, alcanzó el grado de maestro escultor, entallador y arquitecto

## Obra profesional
En el campo profesional su primera obra arquitectónica fue el túmulo para las honras fúnebres por Felipe II en la Catedral de Sevilla, obra de las denominadas efímeras, realizada en 1598; y, más adelante, el correspondiente a Margarita de Austria, en 1611. Fue jurado y maestro mayor de la ciudad de Sevilla, caballero de Montesa en 1617, y gozó de excepcional fama siendo ensalzado por grandes poetas, e inmortalizado en el célebre soneto de Miguel de Cervantes.
Fue también un afamado arquitecto de obras hidráulicas y de fortificaciones, ya que en el año 1600 llegó a ser nombrado ingeniero militar. Así, sus trabajos incluyen obras de infraestructura relacionadas generalmente con la resolución de los problemas resultantes de las inundaciones del Guadalquivir, abastecimiento de agua, y reparación de edificios, entre los que se encuentra el del propio ayuntamiento de la ciudad.
Estas tareas como ingeniero las desarrolló tanto para Andalucía como para otras zonas del norte de España e incluso en el extranjero. Importantes fueron sus propuestas para la fortificación de Gibraltar y de Cádiz, así como su proyecto de muralla y baluarte para la ciudad de Almería, o su trabajo de reconocimiento en las fortificaciones de Navarra y Guipúzcoa.
Varias son las obras que dejó en la ciudad de Sevilla, algunas de las cuales han desaparecido –un teatro (1614-1616), convento de la Asunción (1615) y de la Encarnación de Belén- pero otras muchas se han conservado: Iglesia del convento de San Benito (1612), donde recurre a las columnas pareadas ya empleadas por el arquitecto milanés Vermondo Resta, la portada del Convento de Madre de Dios (1590), la portada y el relieve de la Virgen con el Niño de la fachada de la iglesia del Convento de Santa María de Jesús donde da muestras de sus dotes como escultor, y la reforma de la iglesia del Convento de Santa Clara, en la que se revisten sus paramentos interiores con yeserías, se incorpora el pórtico lateral y define su espadaña, todo ello entre los años 1620 y 1622.
Su obra más emblemática es la Iglesia y el Convento de la Merced, hoy Museo de Bellas Artes de Sevilla, obra que se comienza en el año 1602 y cuya fase principal se concluye en 1612. En esta obra el autor desarrolla sus dotes como arquitecto creando unos espacios clásicos de tendencia manierista de gran elegancia donde destacan los claustros, con arquerías sobre columnas toscanas en planta baja y ventanas alternando con paramentos lisos en la planta superior. Asimismo es notable su monumental escalera que comunica los tres patios, cubierta con cúpula sobre trompas adornadas con yeserías de corte manierista; y en especial su esbelta iglesia de una sola nave con crucero, cubierta con una bóveda de cañón sobre lunetos en la nave y cúpula sobre el crucero, todo ello profusamente revestido de pinturas murales.
En la provincia de Cádiz, en Sanlúcar de Barrameda, levantó la Iglesia de la Merced, a partir de las trazas dadas por Alonso de Vandelvira y modificadas posteriormente.
Juan de Oviedo murió en plena madurez artística y en acto bélico en Salvador de Bahía (Brasil), el 25 de marzo de 1625, cuando cumplía sus servicios en su calidad de ingeniero militar (v. Jornada del Brasil).